# RB Leipzig in het seizoen 2020/21
Het seizoen 2020/2021 was het 12e jaar in het bestaan van de Duitse voetbalclub RB Leipzig. De ploeg kwam uit in de Bundesliga en eindigde op een tweede plaats. In het toernooi om de DFB Pokal werd in de finale verloren van Borussia Dortmund (1–4). Na het behalen van de derde plaats in het vorige seizoen nam de club deel aan de Champions League. De groepsfase werd werd afgesloten op de tweede plaats wat betekende dat er na de winterstop werd meegedaan aan de knock-out-fase van het toernooi. In de achtste finale werd met 4–0 verloren van Liverpool FC.

## Wedstrijdstatistieken

### Bundesliga
|       | Arminia Bielefeld | FC Augsburg | Bayer 04 Leverkusen | FC Bayern München | Borussia Dortmund | Borussia Mönchengladbach | Eintracht Frankfurt | SC Freiburg | Hertha BSC | TSG 1899 Hoffenheim | 1. FC Köln | 1. FSV Mainz 05 | FC Schalke 04 | VfB Stuttgart | 1. FC Union Berlin | Werder Bremen | VfL Wolfsburg |
| ----- | ----------------- | ----------- | ------------------- | ----------------- | ----------------- | ------------------------ | ------------------- | ----------- | ---------- | ------------------- | ---------- | --------------- | ------------- | ------------- | ------------------ | ------------- | ------------- |
| Thuis | 2 – 1             | 2 – 1       | 1 – 0               | 0 – 1             | 1 – 3             | 3 – 2                    | 1 – 1               | 3 – 0       | 2 – 1      | 0 – 0               | 0 – 0      | 3 – 1           | 4 – 0         | 2 – 0         | 1 – 0              | 2 – 0         | 2 – 2         |
| Uit   | 0 – 1             | 0 – 2       | 1 – 1               | 3 – 3             | 3 – 2             | 1 – 0                    | 1 – 1               | 0 – 3       | 0 – 3      | 0 – 1               | 2 – 1      | 3 – 2           | 0 – 3         | 0 – 1         | 2 – 1              | 1 – 4         | 2 – 2         |

### DFB Pokal
| 1e ronde                               | 1. FC Nürnberg                                                          | 0 – 3 (0 – 1)                      | RB Leipzig                                              |
| Plaats: Neurenberg Max-Morlock-Stadion |                                                                         |                                    | 3' Amadou Haidara 67' Yussuf Poulsen 90' Hwang Hee-chan |
| 2e ronde                               | FC Augsburg                                                             | 0 – 3 (0 – 1)                      | RB Leipzig                                              |
| Plaats: Augsburg WWK ARENA             |                                                                         |                                    | 11' Willi Orbán 75' Yussuf Poulsen 82' Angeliño         |
| Achtste finale                         | RB Leipzig                                                              | 4 – 0 (2 – 0)                      | VfL Bochum                                              |
| Plaats: Leipzig Red Bull Arena         | Amadou Haidara 11' Marcel Sabitzer 45+1' (pen.) Yussuf Poulsen 66', 75' |                                    |                                                         |
| Kwartfinale                            | VfL Wolfsburg                                                           | 2 – 0 (0 – 0)                      | RB Leipzig                                              |
| Plaats: Leipzig Red Bull Arena         | Yussuf Poulsen 63' Hwang Hee-chan 88'                                   |                                    | 26' (pen.) Wout Weghorst                                |
| Halve finale                           | Werder Bremen                                                           | 1 – 2 (0 – 0, 0 – 0) na verlenging | RB Leipzig                                              |
| Plaats: Bremen Weserstadion            | Leonardo Bittencourt 105+1'                                             |                                    | 93' Hwang Hee-chan 120+1' Emil Forsberg                 |
| Finale                                 | RB Leipzig                                                              | 1 – 4 (0 – 3)                      | Borussia Dortmund                                       |
| Plaats: Berlijn Olympiastadion         | Dani Olmo 71'                                                           |                                    | 5', 45+1' Jadon Sancho 28', 87' Erling Haaland          |

### Champions League

#### Groepsfase
| Groepsfase                                      | RB Leipzig                                                                     | 2 – 0 (2 – 0) | Istanbul Başakşehir                                                        |  |
| Plaats: Leipzig Red Bull Arena                  | Angeliño 16', 20'                                                              |               |                                                                            |  |
| Groepsfase                                      | Manchester United FC                                                           | 5 – 0 (1 – 0) | RB Leipzig                                                                 |  |
| Plaats: Stretford Old Trafford                  | Mason Greenwood 21' Marcus Rashford 76', 78', 90+2' Anthony Martial 86' (pen.) |               |                                                                            |  |
| Groepsfase                                      | RB Leipzig                                                                     | 2 – 1 (1 – 1) | Paris Saint-Germain                                                        |  |
| Plaats: Leipzig Red Bull Arena                  | Christopher Nkunku 42' Emil Forsberg 57' (pen.)                                |               | 6' 16' (pen.) Ángel Di María                                               |  |
| Groepsfase                                      | Paris Saint-Germain                                                            | 1 – 0 (1 – 0) | RB Leipzig                                                                 |  |
| Plaats: Parijs Parc des Princes                 | Neymar 11' (pen.)                                                              |               |                                                                            |  |
| Groepsfase                                      | Istanbul Başakşehir                                                            | 3 – 4 (1 – 2) | RB Leipzig                                                                 |  |
| Plaats: Istanboel Başakşehir Fatih Terimstadion | İrfan Kahveci 45+3', 72', 85'                                                  |               | 26' Yussuf Poulsen 43' Nordi Mukiele 66' Dani Olmo 90+2' Alexander Sørloth |  |
| Groepsfase                                      | RB Leipzig                                                                     | 3 – 2 (2 – 0) | Manchester United FC                                                       |  |
| Plaats: Leipzig Red Bull Arena                  | Angeliño 2' Amadou Haidara 13' Justin Kluivert 69'                             |               | 80' (pen.) Bruno Fernandes 82' (e.d.) Ibrahima Konaté                      |  |

#### Knock-outfase

##### Achtste finale
| Achtste finale                 | RB Leipzig                                                                           | 0 – 2 (0 – 0) | Liverpool FC                                                         | Opstelling RB Leipzig: |
| Plaats: Boedapest Puskás Aréna | Amadou Haidara 5' Nordi Mukiele 5' Christopher Nkunku 52' Angeliño 65' Dani Olmo 76' |               | 53' Mohamed Salah 58' Sadio Mané 69' Ozan Kabak 81' Jordan Henderson | Gulácsi, Klostermann, Upamecano, Mukiele ( 64' Orbán), Kampl ( 73' Hwang), Angeliño, Sabitzer, Haidara ( 64' Poulsen), Adams, Nkunku, Olmo                   |
| Achtste finale                 | Liverpool FC                                                                         | 2 – 0 (0 – 0) | RB Leipzig                                                           | Opstelling RB Leipzig: |
| Plaats: Boedapest Puskás Aréna | Mohamed Salah 71' Sadio Mané 74'                                                     |               |                                                                      | Gulácsi, Klostermann, Upamecano, Mukiele, Kampl ( 46' Sørloth), Nkunku, Sabitzer, Olmo ( 72' Haidara), Adams, Forsberg ( 60' Kluivert), Poulsen ( 60' Hwang) |

## Statistieken RB Leipzig 2020/2021

### Eindstand RB Leipzig in de Bundesliga 2020 / 2021
| Stand | Gespeeld | Gewonnen | Gelijk | Verloren | Punten | Doelpunten voor | Doelpunten tegen | Gele kaarten | Rode kaarten |
| ----- | -------- | -------- | ------ | -------- | ------ | --------------- | ---------------- | ------------ | ------------ |
| 2e    | 34       | 19       | 8      | 7        | 65     | 60              | 32               | 57           | 0            |

### Topscorers
| #              | Naam                      | Goal |
| -------------- | ------------------------- | ---- |
| 1.             | Marcel Sabitzer           | 8    |
| 2.             | Emil Forsberg             | 7    |
| 3.             | Christopher Nkunku        | 6    |
| 4.             | Dani Olmo                 | 5    |
| 4.             | Yussuf Poulsen            | 5    |
| 4.             | Alexander Sørloth         | 5    |
| 7.             | Angeliño                  | 4    |
| 7.             | Willi Orbán               | 4    |
| 9.             | Amadou Haidara            | 3    |
| 9.             | Justin Kluivert           | 3    |
| 9.             | Nordi Mukiele             | 3    |
| 12.            | Marcel Halstenberg        | 2    |
| 13.            | Tyler Adams               | 1    |
| 13.            | Lukas Klostermann         | 1    |
| 13.            | Ibrahima Konaté           | 1    |
| 13.            | Dayot Upamecano           | 1    |
| Eigen doelpunt |                           |      |
| 1.             | Can Bozdoğan (Schalke 04) | 1    |
| Totaal         | Totaal                    | 60   |

| #      | Naam            | Goal |
| ------ | --------------- | ---- |
| 1.     | Yussuf Poulsen  | 5    |
| 2.     | Hwang Hee-chan  | 3    |
| 3.     | Amadou Haidara  | 2    |
| 4.     | Angeliño        | 1    |
| 4.     | Emil Forsberg   | 1    |
| 4.     | Dani Olmo       | 1    |
| 4.     | Willi Orbán     | 1    |
| 4.     | Marcel Sabitzer | 1    |
| Totaal | Totaal          | 15   |

| #      | Naam               | Goal |
| ------ | ------------------ | ---- |
| 1.     | Angeliño           | 3    |
| 2.     | Emil Forsberg      | 1    |
| 2.     | Amadou Haidara     | 1    |
| 2.     | Justin Kluivert    | 1    |
| 2.     | Nordi Mukiele      | 1    |
| 2.     | Christopher Nkunku | 1    |
| 2.     | Dani Olmo          | 1    |
| 2.     | Yussuf Poulsen     | 1    |
| 2.     | Alexander Sørloth  | 1    |
| Totaal | Totaal             | 11   |

### Kaarten
| #      | Naam               | Kreeg geel |
| ------ | ------------------ | ---------- |
| 1.     | Marcel Sabitzer    | 8          |
| 2.     | Kevin Kampl        | 6          |
| 2.     | Dayot Upamecano    | 6          |
| 4.     | Nordi Mukiele      | 5          |
| 5.     | Amadou Haidara     | 4          |
| 5.     | Willi Orbán        | 4          |
| 7.     | Tyler Adams        | 3          |
| 7.     | Benjamin Henrichs  | 3          |
| 9.     | Angeliño           | 2          |
| 9.     | Marcel Halstenberg | 2          |
| 9.     | Hwang Hee-chan     | 2          |
| 9.     | Lukas Klostermann  | 2          |
| 9.     | Justin Kluivert    | 2          |
| 9.     | Ibrahima Konaté    | 2          |
| 9.     | Christopher Nkunku | 2          |
| 9.     | Alexander Sørloth  | 2          |
| 17.    | Dani Olmo          | 1          |
| 17.    | Yussuf Poulsen     | 1          |
| Totaal | Totaal             | 57         |

| #      | Naam        | Kreeg voor de tweede keer geel en dus rood |
| ------ | ----------- | ------------------------------------------ |
| –      | Geen speler | 0                                          |
| Totaal | Totaal      | 0                                          |

| #      | Naam        | Weggestuurd |
| ------ | ----------- | ----------- |
| –      | Geen speler | 0           |
| Totaal | Totaal      | 0           |